# Cristina Esteban Calonje
Cristina Alicia Esteban Calonje, née le 5 novembre 1976, est une femme politique espagnole membre de Vox.

## Biographie
Cristina Esteban Calonje est gestionnaire d'actifs à la banque BBVA de Madrid, où elle gère des fonds d'investissement et des plans de pension. Elle parle allemand et anglais. Elle est mariée à Antonio Vallejo-Nágera Deroulede, homme d'affaires dans le secteur immobilier, et a deux enfants.
Lors des élections générales anticipées du 28 avril 2019, elle est élue députée au Congrès des députés pour la XIIIe législature  dans la circonscription de Valence. Elle est réélue lors des élections générales anticipées du 10 novembre 2019 pour la XIVe législature.